# Cmentarz wojenny nr 271 – Biadoliny
Cmentarz wojenny nr 271 – Biadoliny – cmentarz z I wojny światowej znajdujący się we wsi Biadoliny Szlacheckie w województwie małopolskim, w powiecie brzeskim, w gminie Dębno. Jest jednym z 400 zachodniogalicyjskich cmentarzy wojennych zbudowanych przez Oddział Grobów Wojennych C. i K. Komendantury Wojskowej w Krakowie. W VIII okręgu brzeskim cmentarzy tych jest 52.

## Położenie
Cmentarz w Biadolinach znajduje się po prawej stronie drogi z Wokowic do Biadolin, biegnącej tuż po południowej stronie linii kolejowej Kraków – Przemyśl. Zlokalizowany jest w lesie, obok tej drogi, a naprzeciwko nastawni kolejowej.

## Historia
Pochowano tutaj żołnierzy armii austriackiej, niemieckiej i rosyjskiej, którzy zginęli w walkach na okolicznych terenach w dniach 13 marca–6 maja 1915 roku. Po zwycięstwie połączonych sił austriackich i niemieckich w bitwie pod Krakowem i bitwie pod Limanową wojska rosyjskie wycofały się na wschód, broniąc linii kolejowej Przemyśl – Bochnia. Przez tereny te dwukrotnie przetoczył się front wojenny, a wzdłuż linii kolejowej na polach znajdowały się okopy i transzeje. Na cmentarzu pochowano 65 żołnierzy, 46 znanych jest z nazwiska. Wśród nich było 40 żołnierzy armii austriackiej, 10 z armii niemieckiej i 15 z armii rosyjskiej.

## Opis cmentarza
Cmentarz wykonany jest na planie prostokąta. Wejście przez dwie żelazne bramki, pomiędzy którymi ustawiono wysoki betonowy krzyż. Ogrodzenie tworzą masywne betonowe słupki, pomiędzy którymi zamontowano podwójny rząd grubych rur żelaznych. Od południowej strony część ogrodzenia tworzy kamienny mur, w który wkomponowano ścianę pomnikową. Jest na niej tablica inskrypcyjna z napisem w języku niemieckim. W tłumaczeniu na język polski napis na tablicy brzmi:
„Gdy nas noc na końcu świata otoczyła,
Bóg dał nam złotą gwiazdę,
Która zwycięstwo zwiastując,
Wstaje nad Tobą, kochana Ojczyzno”
Poniżej tablicy jest podest, na którym można umieszczać znicze, a zwieczeńczenie ściany pomnikowej tworzy trójkąt z dużym wieńcem laurowym. Na cmentarzu jest kilka rzędów nagrobków. Są to betonowe nagrobki zwieńczone małymi żeliwnymi krzyżami. Wykonano dwa rodzaje krzyży: jednoramienne austriackie i dwuramienne prawosławne. Niektóre z krzyży odłamano i nie ma ich na cmentarzu. Na niektórych nagrobkach znajdują się tabliczki z nazwiskami żołnierzy. Oprócz nich są cztery innego rodzaju nagrobki; na solidnym betonowym postumencie mają ustawione drewniane krzyże kryte daszkiem, Jest jeszcze jeden nagrobek w postaci betonowego krzyża, który swoim stylem nie pasuje do pozostałych

## Losy cmentarza
W okresie Polski międzywojennej cmentarz jako nowy był w dobrym stanie. Po II wojnie ranga cmentarza w świadomości społeczeństwa i ówczesnych władz zmalała, przybyły bowiem nowe, świeższe cmentarze i dramatyczne historie nowej wojny. Dla komunistycznych władz niewygodne też było pielęgnowanie historii wojny, która przyniosła Polsce niepodległość od zaborców (w tym od rosyjskiego). Młodzież szkolna porządkowała cmentarz przed dniem Wszystkich Świętych i zapalała znicze, jednak cmentarz ulegał w naturalny sposób niszczeniu przez czynniki pogody i roślinność. Od lat 80. zaczęto bardziej dbać o cmentarze z I wojny światowej. Cmentarz odnowiono, nie odtworzono jednak odłamanych krzyży. Cmentarz znajduje się w zacienionym i wilgotnym miejscu, wskutek czego mury i betonowe elementy zarastają mchem.

## Galeria

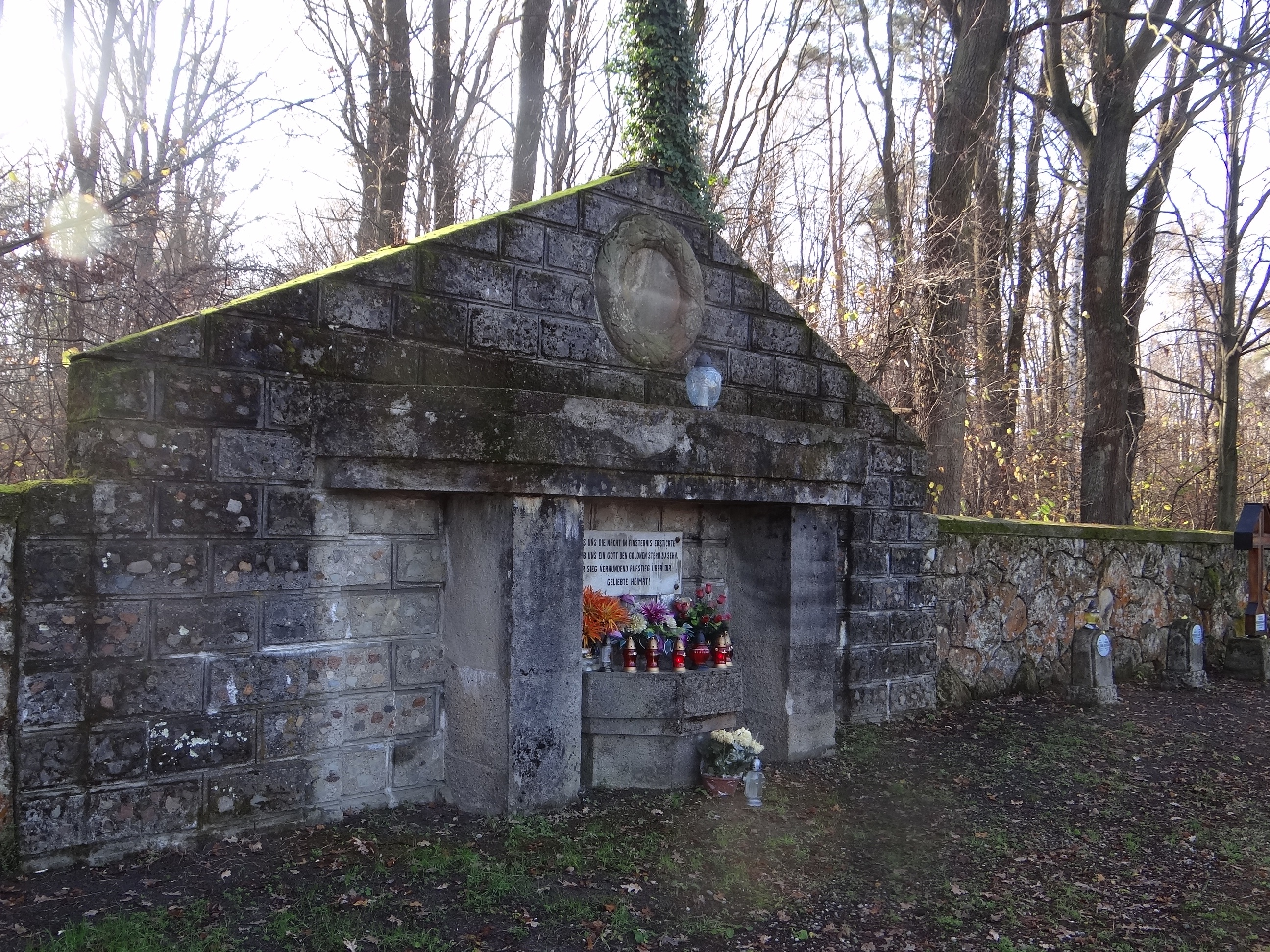
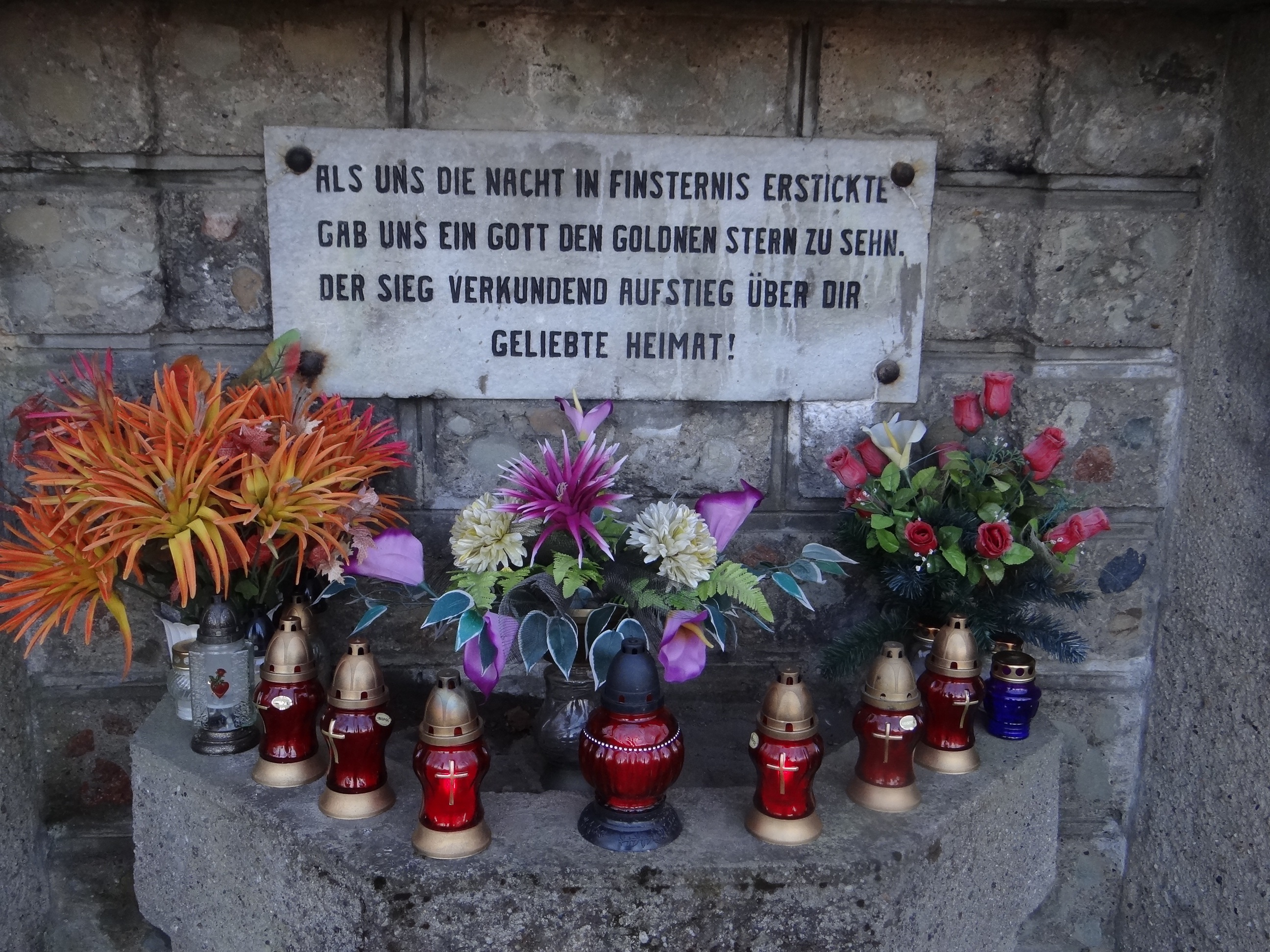
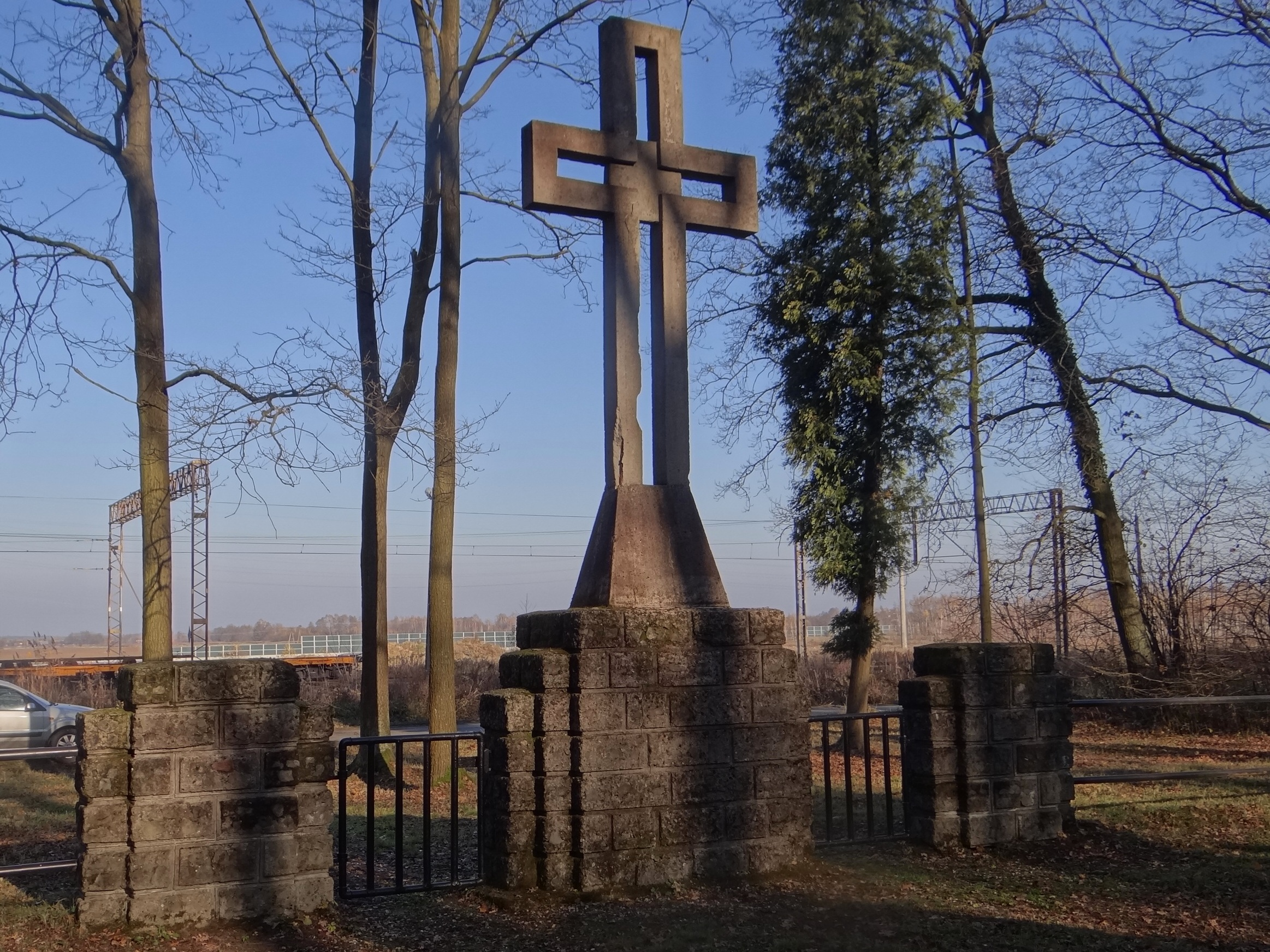
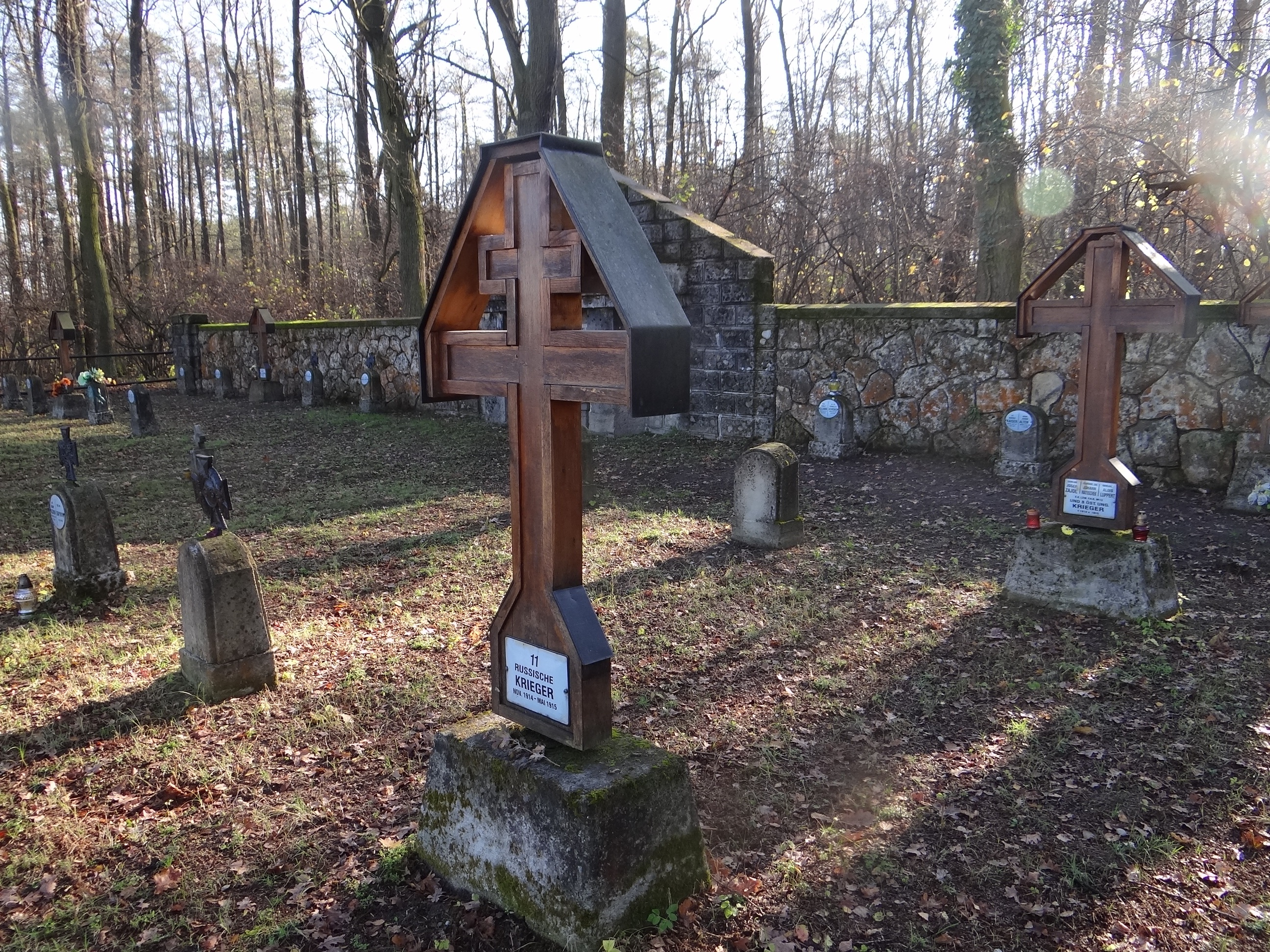
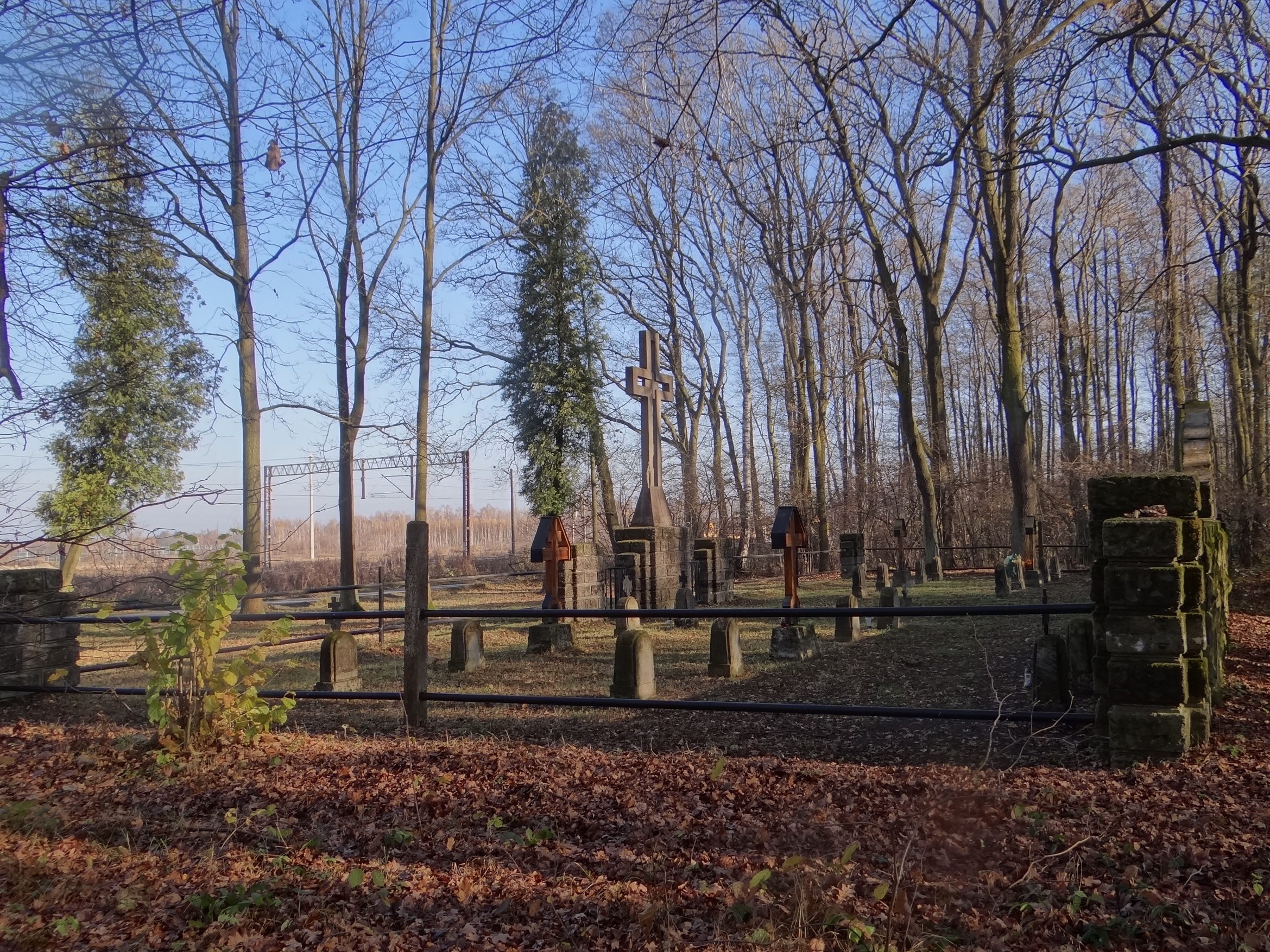
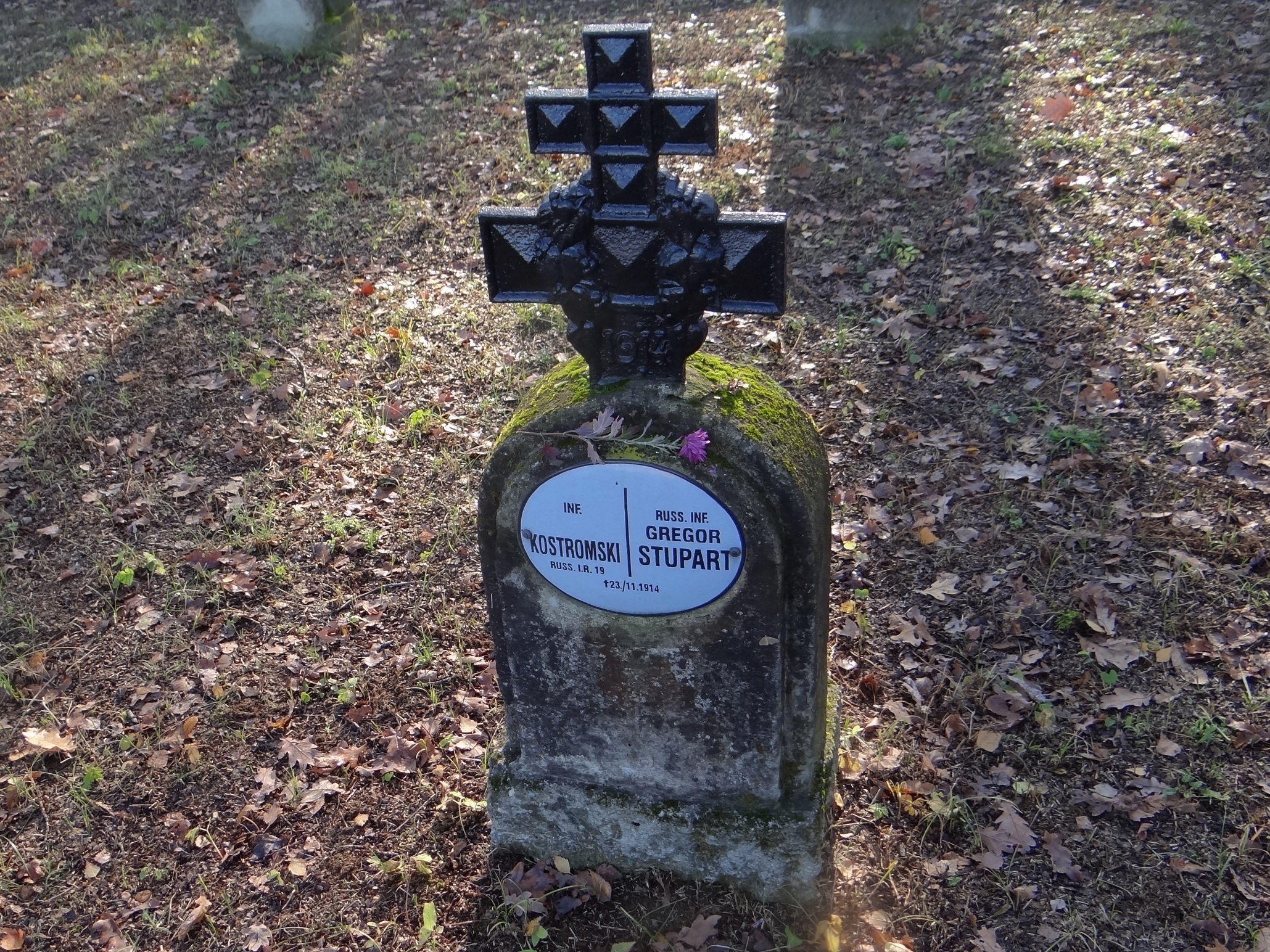